# Masti Group
Masti Group is een Surinaamse muziekgroep. Ze speelt in de muziekstijlen baithak gana en chutney.
De groep werd rond 2011 opgericht en maakt elke een à twee jaar een tournee van naar Nederland. Tijdens de tour van 2018 werden meer dan twintig optredens gegeven.
De groep is te horen op de cd Geeton ka baadshah, lele more champa (2012) in de begeleiding van chutneyzanger Harold Ramkumar. Daarnaast begeleidde ze Perwien Poedien op diens cd Dudu reborn (2021).
Jayant Lalbiharie is de manager van de groep. In december 2020 bestond de groep verder uit Satish Edoo, Surin Jagai, Adesh Jankipersadsingh, Sarwan Ramdhin en Akash Ramhit, als oudgedienden, en de drie nieuwe leden Shekita Jagmohansingh, Rushil Bhoelai en Perwien Poedin.